# Dolmen du Coll de les Portes
Le dolmen du Coll de les Portes est un dolmen situé à Cerbère, dans le département français des Pyrénées-Orientales.

## Historique
La première mention du site est donnée par Ludovic Martinet en 1884 mais elle totalement fantaisiste, l'auteur ne s'étant pas rendu sur place : « Au Coll de las Portas, 4 petits dolmens de 80 centimètres à 1 mètre environ, soutenus par 4 supports. Ils auraient été détruits mais non fouillés vers 1856-1860. Ils étaient connus sous le nom de Las Barracas dels Salvatjes ». En 1963, Jean Abélanet redécouvre le site.

## Description
Le dolmen a été édifié  sur le versant d'une crête. C'est un petit dolmen du type dolmen à couloir. La chambre ouvre au sud-sud-est. La dalle de chevet devait mesurer à l'origine environ 1,20 m de hauteur sur 0,60 à 0,90 m de largeur et 0,20 m d'épaisseur. Elle s'est brisée en deux parties dans le sens de la hauteur, cause probable de l'effondrement de la couverture. La dalle de couverture est de forme rectangulaire, elle semble avoir été retaillée (1,90 m sur 1,50 m). Affaissée sur le côté est du dolmen, elle en masque désormais complètement l'architecture. Le côté ouest est délimité par trois petites dalles de respectivement 0,65 m, 0,40 m et 0,90 m de long, la disposition de la dernière contribuant à rétrécir l'entrée. Toutes les dalles sont en schiste d'origine locale. La forme du tumulus est masquée par la végétation.